# حسین‌آباد (کمیجان)
حسین آباد روستایی است از توابع شهرستان کمیجان در استان مرکزی قرار دارد. .

## مشخصات منطقه‌ای
روستای حسین آباد طبق تقسیمات اخیر کشوری، ازتوابع بخش میلاجرد شهرستان کمیجان می‌باشد. این روستا بامختصات جغرافیایی ۴۹ درجه و ۳۴ دقیقه طول شرقی و ۵۷ درجه و ۴۳ دقیقه عرض شمالی در شمال غربی استان مرکزی قراردارد.فاصله روستای حسین آباد تا مرکز شهرستان ۶۵ کیلومتر می‌باشد.

## جمعیت
طبق سرشماری مرکز آمار ایران، جمعیت حسین آباد در سال ۱۳۸۵ برابر با ۵۷۳ نفر بوده‌است. این روستا ۱۴۳ خانوار دارد. 